# Добра (Щецинська)
Гміна Добра (пол. Gmina Dobra) — сільська гміна у північно-західній Польщі. Належить до Полицького повіту Західнопоморського воєводства.
Станом на 31 грудня 2011 у гміні проживало 17511 осіб.

## Територія
Згідно з даними за 2007 рік площа гміни становила 110.27 км², у тому числі:
- орні землі: 63.00%
- ліси: 22.00%

Таким чином, площа гміни становить 16.60% площі повіту.

## Населення
Станом на 31 грудня 2011:
| Опис     | Загалом | Загалом | Чоловіки | Чоловіки | Жінки | Жінки |
| -------- | ------- | ------- | -------- | -------- | ----- | ----- |
| одиниця  | осіб    | %       | осіб     | %        | осіб  | %     |
| все      | 17511   | 100     | 8587     | 49.04    | 8924  | 50.96 |
| міське   | 0       | 100     | 0        |          | 0     |       |
| сільське | 17511   | 100     | 8587     | 49.04    | 8924  | 50.96 |

## Сусідні гміни
Гміна Добра межує з такими гмінами: Колбасково, Поліце.